# 23-тя гірська дивізія СС «Кама» (2-га хорватська)
23-тя гірська дивізія СС «Кама» (2-га хорватська) (нім. 23. Waffen-Gebirgs-Division der SS „Kama“ (kroatische Nr. 2), хорв. 23. SS brdska divizija Kama) — німецька гірсько-піхотна дивізія в складі військ Ваффен-СС, сформована з хорватських та боснійських мусульман. Де-факто існувала з червня по жовтень 1944 року. Посади командирів у військовому формуванні займали етнічні німці. Назва дивізії «Кама» походить від іменування традиційного для балканських мусульман кинджала із зігнутим клинком, який носили пастухи. Ядром «Ками» стали колишні військовослужбовці 13-ї гірської дивізії СС «Ханджар».
Збройне з'єднання до кінця так і не сформували. Максимальна чисельність особового складу, яку вона набрала, сягала 3 793 чоловік (вересень 1944) із запланованих 19 000 за штатом. Окремі підрозділи дивізії брали участь у боях проти радянських військ на півдні Угорщини на початку жовтня 1944 року разом із частинами 31 добровольчої гренадерської дивізії СС. Незабаром її зняли з фронту і відправили на територію Незалежної Держави Хорватія, де особовий склад мав перейти до складу 13-ї дивізії СС «Ханджар». 17 жовтня 1944 року в «Камі» спалахнув заколот мусульман. Бунт швидко подавили, але, попри це, 31 жовтня дивізію розпустили.

## Історія з'єднання

### Передумови
Після вторгнення держав Осі в Королівство Югославія 6 квітня 1941 року крайній хорватський націоналіст і фашист Анте Павелич, який перебував у вигнанні в Італії під заступництвом Беніто Муссоліні, був призначений Поглавником (керівником) хорватської держави під проводом усташів — Незалежної держави Хорватія (часто називають НДХ, від хорватської: Nezavisna Država Hrvatska). NDH об'єднала майже всю сучасну Хорватію, всю сучасну Боснію і Герцеговину та частини сучасної Сербії в «італо-німецький квазіпротекторат». Влада НДХ, очолювана міліцією усташів, негайно розпочала кампанію масових убивств, вигнань і примусового навернення до католицизму проти сербського православного населення, яке проживало в межах нової держави.
Попри запевнення Павелича щодо рівності у керуванні державою з переважно католицькими хорватами, багато мусульман швидко стали незадоволені правлінням усташів. Ісламський лідер повідомив, що жоден мусульманин не обіймав впливової посади в адміністрації. На початку 1942 року на території НДХ спалахнули запеклі бої між усташами, четниками та партизанами. Деякі загони усташської міліції переконавшись, що мусульмани симпатизують комуністам, спалили їхні села та вбили багатьох мирних жителів. Четники звинувачували мусульман в участі в насильстві усташів проти сербів і чинили подібні звірства проти мусульманського населення. Мусульмани отримали невеликий захист від Хорватської самооборони, регулярної армії НДХ, яку німці описували як «мінімальної бойової цінності». Були створені місцеві загони ополчення, але вони також мали обмежену спроможність, і лише один, базований у Тузлі «Легіон Хаджиефендича» на чолі з Мухамедом Хаджиефендичем, мав якесь значення.
Боснійські мусульмани прагнули захисту та незалежності від НДХ і розглядали Німеччини як засіб досягнення цих цілей. Відомі боснійські мусульмани дружно ставилися до Німеччини, а боснійці, як правило, ностальгували за колишнім періодом правління Габсбургів (Австро-Угорщини). Цьому руху рішуче заперечував Павелич, вважаючи це як підрив територіальної цілісності НДХ. До листопада 1942 року ці мусульманські автономісти відчайдушно прагнули захистити свій народ і написали листа Адольфу Гітлеру з проханням приєднати Боснію та Герцеговину до Рейху. Хоча ця ідея не отримала схвалення Гітлера, можливо тому, що він не хотів створювати проблеми для Павелича, Рейхсфюрер-СС Генріх Гіммлер побачив у цьому можливість створити зону вербування Ваффен-СС у НДХ для залучення боснійських мусульман. На початку 1943 року Гітлер санкціонував створення першої дивізії СС, яка була набрана з ненімецького народу, 13-ї гірської дивізії Ваффен-СС «Ханджар» (1-ї хорватської). Дивізія мала бути створена в основному з мусульманського населення НДХ.

### Початок формування
Німці хотіли сформувати другу дивізію СС із мусульман Боснії, як частину мети Гіммлера розширити вербування Ваффен-СС на Балканах. Його планом було сформувати два корпуси з двох дивізій, причому один корпус діяв би в боснійському регіоні Незалежної Держави Хорватія, а інший — в Албанії. Тоді цей корпус мали об'єднати із 7-ю добровольчою гірською дивізією СС «Принц Ойген» і разом вони мали утворити Балканську гірську армію СС із п'яти дивізій. 28 травня 1944 року Гітлер офіційно ухвалив рішення про створення 23-ї дивізії СС. 10 червня почалося її формування, а навчання завершилося до кінця 1944 року. Гіммлер послухався поради командира 13-ї дивізії СС «Ханджар», СС-бригадефюрера і генерал-майора Ваффен-СС Карла-Густава Зауберцвайга і погодився сформувати дивізію в сусідній Бацькій області, анексованій Угорщиною, замість формування на території Боснії. Зауберцвайг вважав, що якщо дивізія буде створена в НДХ, усташі підірвуть моральний дух новобранців. Новий підрозділ був названий «Кама» на честь невеликого кинджала, який використовували балканські пастухи.
13-й дивізії СС було надано наказ забезпечити кадрами нову дивізію, а СС-штандартенфюрер Гельмут Райтель, командир полку 13-ї дивізії СС, був призначений командиром нової дивізії. Формування дивізії було затримано через операцію «Воллмонд», в якій 13-та дивізія СС брала активну участь, тому формування не почалося аж до 19 червня. 21 червня Гіммлер підвищив Зауберцвейга до СС-групенфюрера і генерал-лейтенанта Ваффен-СС і призначив його командувати боснійським корпусом, який отримав назву 9-й хорватський гірський корпус СС. Корпус мав бути сформований у Бачальмаші на півдні Угорщини, де була дислокована 18-та добровольча танко-гренадерська дивізія СС «Горст Вессель».
Починаючи з 23 червня, 54 офіцери, 187 унтер-офіцерів і 1137 військовослужбовців 13-ї дивізії СС, які були відібрані для передачі до 23-ї дивізії СС «Кама», були зосереджені в Бошняці Посавінського повіту НДХ, 15 липня їх перевели в Бацьку. Німецьких офіцерів і фельдфебелів для укомплектування з'єднання виділяли запасні підрозділи Ваффен-СС. Дивізійна зона відповідальності лежала вздовж Франценського каналу з гарнізонами в Сенттамасі і Кулі, а також по обидві сторони лінії Сомбор-Вербас. 10 000 чоловіків для укомплектування до повної дивізії мали бути відібрані за рахунок добровольців, призовників-мусульман 1926 і 1927 років народження (за деякими винятками), і, якщо необхідно, від різних мусульманських ополчень у НДХ. Уряд НДХ призивав новобранців, а потім разом з іншими передавав їх німецькому командуванню, яких потім транспортували до вербувальних центрів Ваффен-СС у Сомборі та Бошняцях. У середині серпня керівник Ваффен-СС з вербування СС-обергрупенфюрер Готтлоб Бергер доповів Гіммлеру, що в наявності буде недостатньо надійних мусульманських чоловіків і що більшість з них ідеологічно не готова до служби у дивізії, і попросив прийняти до 23-ї дивізії СС хорватів-католиків. Під час візиту Павелича до Гітлера у вересні 1944 року генерал Джуро Ґруїч, начальник військового управління Павелича, зазначив німцям, що буде важко набрати ще 5000 чоловік для завершення комплектування дивізії. Щоб якось заповнити чисельність дивізії, німці закликали фольксдойче з Хорватії та Угорщини у дивізію як перекладачі.
10 вересня чисельність дивізії становила 126 офіцерів, 374 фельдфебелів і 3293 рядових, при чому офіцерські посади займали німці, а солдатами були переважно боснійські мусульмани. Розраховувалося, що дивізія повинна була досягти чисельності 19 тисяч осіб. Однак на момент завершення повного циклу навчання солдатів в Угорщині бойовий дух дивізії стрімко падав, оскільки перебіг війни вже складався не на користь Німеччини. Серед призовників пішли чутки, що німці просто втечуть з Балкан і змусять мусульман воювати наодинці проти військ антигітлерівської коаліції. Зіткнувшись із високим рівнем дезертирства з 13-ї дивізії СС, Зауберцвайг запропонував план роззброєння боснійців обох дивізій і 18 вересня вирушив до Гіммлера. Натомість рейхсфюрер-СС обрав план транспортування 2000 боснійців 23-ї дивізії СС до району дій 13-ї дивізії СС у Боснії та реорганізації там обох дивізій. Бойові підрозділи 13-ї дивізії СС мали бути передані під безпосереднє управління IX хорватського гірського корпусу СС, який також перемістився до Боснії. Опублікований 24 вересня план скасував формування 23-ї дивізії СС і наказав СС-оберфюреру Густаву Ломбарду сформувати та командувати новою піхотною дивізією СС, використовуючи німецькі кадри та техніку 23-ї дивізії СС, доповнену етнічними німцями, набраними з Угорщини. Боснійців 23-ї дивізії СС мали перевезти залізницею назад у район Градище-Жупаня-Бошняці для реорганізації в «нову» дивізію «Кама».
Штаб IX хорватського гірського корпусу Ваффен-СС покинув Угорщину і 3 жовтня 1944 року прибув до села Андріяшевці поблизу Вінковців. Боснійці не залишили Бацьку відразу, і на короткий період були гарнізоном поряд з новою 31-ю добровольчою гренадерською дивізією СС. Тим часом Червона армія продовжувала просуватися до Угорщини, і 9 жовтня 1944 року очільник сил Ваффен-СС в Угорщині надіслав телеграму до IX гірського корпусу СС у Боснії, в якій повідомлялося, що «боєздатні підрозділи дивізії СС-оберфюрера СС і боснійці з дивізії „Кама“ були кинуті в бої в Бацьці». Боснійські частини були розгорнуті вздовж річки Тиса протягом тижня або близько того у складі бойової групи «Сир», намагаючись уповільнити просування радянських військ. У результаті повернення боснійців до НДХ було відкладено.
Невдовзі боснійці були відведені з лінії фронту в Угорщині та почали рух до Боснії, щоб приєднатися до 13-ї дивізії СС, коли вони повстали 17 жовтня 1944 року. Райтель швидко відновив контроль, але заколот означав, що ідея реорганізації «нової» 23-ї дивізії СС втратила сенс. Невелика кількість надійних боснійців з дивізії була використана як поповнення для 13-ї дивізії СС, а 23-тя дивізія СС була офіційно розпущена 31 жовтня 1944 року.
Попри своє коротке існування, 23-тя дивізія СС вважається однією з тридцяти восьми дивізій, які були сформовані Ваффен-СС під час Другої світової війни. Після того, як дивізія була розформована, цифрове позначення «23-тя» отримала 23-тя добровольча танково-гренадерська дивізія СС «Недерланд» (1-ша голландська), а Райтель продовжив командувати 11-м гірським полком Ваффен-СС «Райнгард Гейдріх» 6-ї гірської дивізії СС «Норд» і брав участь у боях проти американської армії у південній Німеччині в останні місяці Другої світової війни.

## Командування

### Командири
- СС-штандартенфюрер Гельмут Райтель (10 червня — 28 вересня 1944)
- СС-оберфюрер Густав Ломбард (28 вересня — жовтень 1944)

## Райони бойових дій
- Югославія (червень — жовтень 1944)

## Склад дивізії
- 55-й добровольчий гірсько-піхотний полк СС (3-й хорватський)
- 56-й добровольчий гірсько-піхотний полк СС (4-й хорватський)
- 23-й розвідувальний батальйон СС
- 23-й артилерійський полк СС
- 23-й протитанковий дивізіон СС
- 23-й саперний батальйон СС
- 23-й батальйон зв'язку СС
- 23-й санітарний батальйон СС
- 23-й запасний батальйон СС
- 23-тя ветеринарна рота СС